# 사장파
사장파(詞章派)는 조선시대 문장과 경학, 시부(詩賦)를 중요시하던 학파이다. 사림파에 대응하는 개념이나, 훈구파는 아니다.
공신가의 후손을 훈구파로 부르는 한편, 문장과 시부를 중요시하던 이들 중에는 김종직의 문하 일부와 훈구파 출신 문인인 관학파가 있었다.
훈구파 혹은 공신가문 출신 관학파와 점필재 김종직의 문하였던 김일손(金馹孫), 남효온(南孝溫), 남곤(南袞), 이행(李荇), 정사룡, 소세양 등이 해당되었다. 중종이 재야의 유생들을 불러들일 때 김굉필의 문하였던 조광조 등은 자신들만을 사림이라 하고 사장파에 속하는 이들을 모두 배척하였다.